# Martin Hetzer
Martin W. Hetzer (* um 1967 in Wien) ist ein österreichischer Molekularbiologe. Ab 2004 war er am Salk Institute for Biological Studies tätig, seit 2011 als Full Professor und zuletzt als Senior Vice President. Seit 2023 ist er Präsident des Institute of Science and Technology Austria (ISTA).

## Leben
Martin Hetzer studierte an der Universität Wien, wo er 1997 in Biochemie und Genetik promoviert wurde. Anschließend war er als Postdoktorand bei Iain Mattaj am Europäischen Laboratorium für Molekularbiologie (EMBL) in Heidelberg tätig.
2004 wechselte er an das Salk Institute for Biological Studies in La Jolla im US-Bundesstaat Kalifornien, wo er 2011 Full Professor und 2016 Senior Vice President und Chief Science Officer wurde. Im Februar 2022 wurde er vom Kuratorium des Institute of Science and Technology Austria (ISTA) unter dem Vorsitz von Claus Raidl als Nachfolger von Thomas Henzinger zum Präsidenten des ISTA ab dem 1. Jänner 2023 gewählt. Das Komitee für die Nachfolgersuche wurde von Kuratoriums-Mitglied Iain Mattaj geleitet, 141 Personen hatten sich für die Position beworben. Neben seiner Rolle als Präsident leitet Hetzer eine Forschungsgruppe am ISTA.
In seiner wissenschaftlichen Arbeit beschäftigt er sich unter anderem mit grundlegenden Aspekten der Alterung des Organismus, insbesondere des Zentralnervensystems. Hetzer ist Mitglied im Vorstand der Schweizer NOMIS-Stiftung zu Unterstützung von Forschung in den Natur-, Sozial- und Geisteswissenschaften sowie im wissenschaftlichen Beirat der Universität Wien.
Er ist verheiratet und Vater eines erwachsenen Sohnes.

## Auszeichnungen
- 1997: Erwin-Schrödinger-Stipendium[1][5]
- 1998–2003: EMBO-Langzeitstipendium
- 2000–2003: APART-Stipendium
- 2005: Pew Scholar Award
- 2009: ASCINA-Award der Austrian Scientists and Scholars in North America
- 2009: Early Career Life Scientist Award der American Society of Cell Biology
- 2009: Senior Scholar Award in Aging der Ellison Medical Foundation
- 2009–2013: American Cancer Society Research Scholar
- 2013: Glenn Award for Research in Biological Mechanisms of Aging
- 2015: National Institutes of Health (NIH) Transformative Research Award
- 2015: Keck Foundation Research Award
- 2023: Fundraiser des Jahres des Fundraising Verbands Austria[6]
- 2024: Mitglied der European Molecular Biology Organization